# Alikangiana
Alikangiana là một chi bướm đêm thuộc họ Noctuidae.